# Палісад

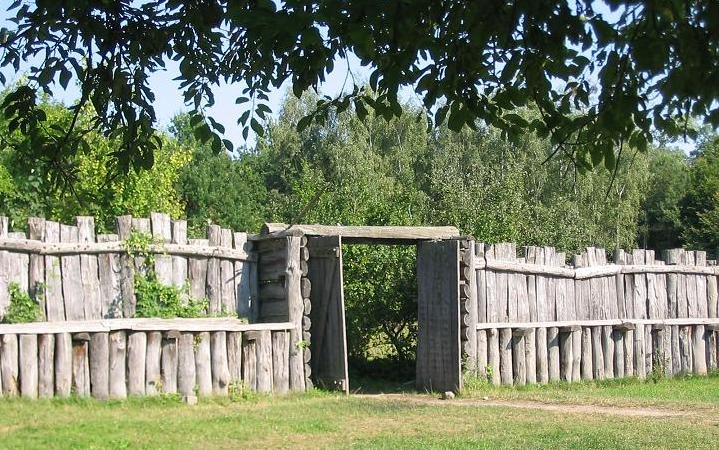
Реконструкція оборонного палісаду

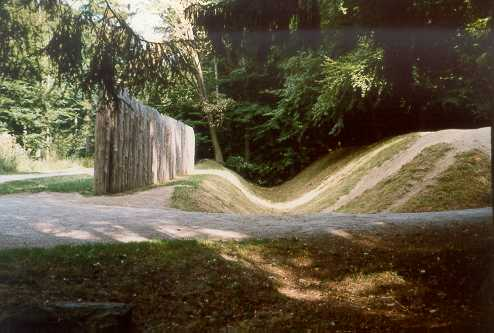
Палісад (реконструкція) і рів на колишньому римсько-германському кордоні поблизу міста Заальбург (Німеччина), I—II ст. н. е.

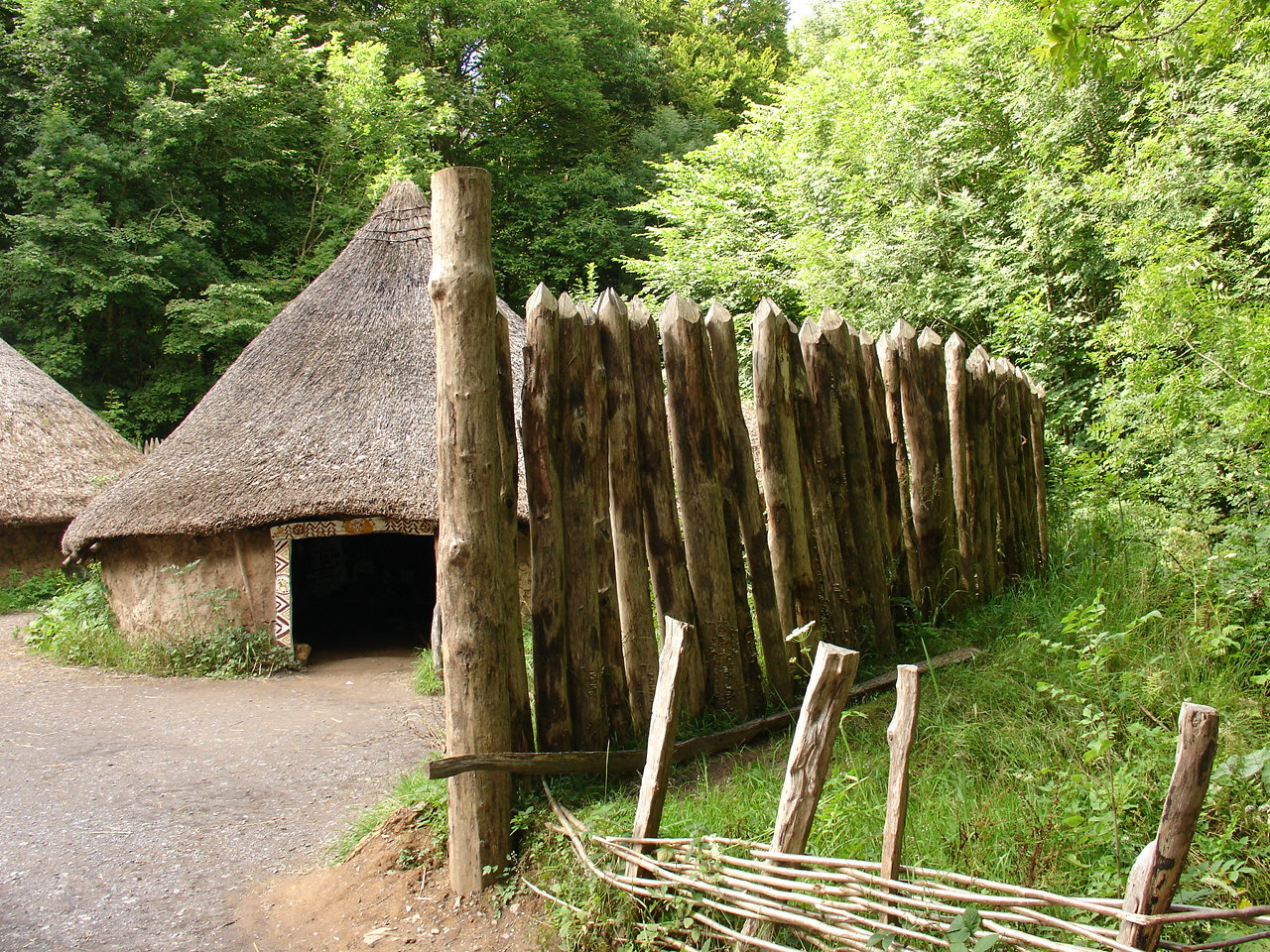
Палісад в кельтському селі

Паліса́д, палісада  — «старовинна оборонна споруда у вигляді частоколу із товстих, загострених зверху колод»; або «ряд забитих у землю паль для укріплення укосів та насипів».

## Класифікація
- Як невисока загорожа по краю групи густо посаджених декоративних дерев чи кущів, що як правило створювалася в парковому ансамблі, садах, використовувалась назва палісада — невеликий обгороджений садок перед будинком.[3]

- Як фортифікаційна споруда, у вигляді стіни з колод висотою декілька метрів, закопаних або забитих в землю, з'єднаних для міцності між собою горизонтальними брусами. Кінці колод переважно були загострені і часто встановлювалися в ровах наповнених водою, на передньому нахилі валу, а у місцях природного крутого підйому — на його внутрішньому боці і становили приховану перешкоду для нападників.[4]. Дерев'яні городні (писемний термін, яким позначали зруби, засипані землею і каменем, на відміну від порожнистих клітей) нерідко виступали назовні.[4]

Це вертикально вбиті у землю колоди, суцільний паркан із жердин, щільний ряд забитих або закопаних вертикальних дерев'яних стовпів.
Частоколи зводили римляни навколо своїх укріплених таборів-каструмів. Як неодмінна ознака військового табору частокіл був зображений на одному з давньоримських нагородних вінків — табірному вінку (лат. corona castrensis, corona vallaris).
На Запорізькій Січі у XVIII ст. частоколами обносились паланки, у Росії і Сибіру в XVI–XIX — остроги.

## Етимологія
Палісад «старовинна оборонна споруда у вигляді частоколу», палісада (значення те саме), Палісадник — «невеликий обгороджений садок перед будинком»; — російське палисад «легкий суцільний паркан із жердин; оборонна споруда у вигляді частоколу; ряд забитих у землю паль для укріплення насипів, укосів», польське palisada «палісад», чеське словенська словацьке palisáda, болгарське палиса́да, македонське палиса́д, палиса́да, сербохорватське пал́исāд (значення ті самі); — запозичення з французької мови; французьке palissade виникло з провансальського palissada (значення те саме), утвореного від palissa «частокіл», що походить від латинського palūs «кілок», пов'язаного з pango «вбиваю, втикаю; закріплюю», спорідненим з грецьким πήγνυμι «втикаю, вбиваю; скріплюю», πήγμα «скріплення, зв'язок», πήγός «міцний, сильний, могутній», давньоіндійське pajráh «товстий, міцний, дужий». Українське палісад походить від фр. palissade, що своєю чергою є похідним з провансальського palissada, утвореного від palissa («частокіл»), що зводить до лат. palūs («кілок»).

## Найвідоміші палісади
Як складова частина оборонно-захисних споруд давнини, найвідоміші в історії такі палісади:
- «Германський рубіж» (лат. Limes Germanicus) — збудовані римлянами в I–III ст. вздовж Рейну і Дунаю прикордонні укріплення для захисту Римської імперії від германських племен.
- «Саксонський берег» (лат. Litus Saxonicum) — збудовані римлянами в IV ст. для захисту від кельтів дві низки кордонних укріплень вздовж обох берегів Ла-Маншу.
- На території сучасної України — Змієві вали (II ст. до н. е. — VII ст. н. е.) — 2000-кілометрова мережа земляних валів з палісадами.